# Pantolesta
Pantolesta é uma subordem composta por mamíferos primitivos extintos, anteriormente considerados como membros aberrantes da Ordem Insectivora. Pertencem à superordem Ferae da coorte Laurasiatheria.

## Classificação
- Subordem Pantolesta McKenna, 1975
  - Família Pentacodontidae Simpson, 1937
  - Família Pantolestidae Cope, 1884
    - Subfamília Pantolestinae Cope, 1884
    - Subfamília Dyspterninae Kretzoi, 1943

  - Família Paroxyclaenidae Weitzel, 1933
  - Família Ptolemaiidae Osborn 1908 [nota 1]